# Starz (TV-kanal)
Starz (ursprungligen stiliserat som "Starz!" från 1994 till 2005 och för närvarande som "starz" sedan mars 2005) är ett amerikanskt TV-bolag som på kabel-TV sänder ett flertal premiumkanaler.

## Kanaler
- Starz
- Starz Cinema
- Starz Comedy
- Starz Edge
- Starz in Black
- Starz Kids & Family

## Originalserier från Starz
- Crash (2008–2009)
- Spartacus (2010–2013)
- Gravity (2010)
- Svärdet och spiran (2010)
- Spartacus: Gods of the Arena (2011)
- Camelot (2011)
- Boss (2011–2012)
- Torchwood: Miracle Day (2011)
- Magic City (2013–)
- Da Vinci's Demons (2013–)
- The White Queen (2013–)

### Kommande
- American Gods (2017)[1]
- Black Sails (2014)
- Fortitude (2014)
- The Brink
- Marco Polo
- Outlander
- Harem
- Human Error
- Incursion
- Vlad Dracula
- Noir
- Twilight Eyes